# ActewAGL
ActewAGL ist privatwirtschaftlich geführtes Unternehmen in Australien. Es ist ein Joint Venture im Rahmen einer Public Private Partnership, das je zur Hälfte im Besitz der Australian Gas Light Company und der staatlichen Holdinggesellschaft ACTEW Corporation ist. 
Das im Oktober 2000 gegründete Unternehmen mit Sitz in der Hauptstadt Canberra verkauft im Australian Capital Territory und der Region um Shoalhaven und Queanbeyan Versorgungsdienstleistungen wie Wasser, Erdgas und Elektrizität. ActewAGL ist Eigentümer 
der Strom- und Gasinfrastruktur sowie der Betreiber der Wasserver- und Abwasserentsorgung, die vollständig der ACTEW Corporation gehören.
Mit 1092 Mitarbeitern wurde im Jahr 2004 ein Umsatz von 534 Millionen AUD erzielt.
Zu ActewAGL gehören mehrere Tochtergesellschaften, darunter:
- Ecowise Environmental: Australiens größter Anbieter von Analyse-, Überwachungs- und Beratungsdienstleistungen im Umweltschutzbereich
- Cantec: Telekommunikationsberatung
- TransACT: Betreiber des lokalen Glasfaserkabelnetzes sowie Anbieter von Festnetz- und Mobiltelefonie, Bezahlfernsehen und Breitband-Internet
- Grapevine: Internet-Service-Provider